# Соловей Оксана Дмитрівна
Оксана Дмитрівна Соловей (2 липня 1919, Полтава — 21 березня 2004, Сент-Пол, США) — українська письменниця, перекладачка, етнографка.

## Біографія
Дочка Дмитра Федоровича Солов'я (1888—1966) — відомого українського історика, економіста, статистика, педагога і публіциста, дісного члена УВАН. У 1941 р. Оксана закінчила Харківський університет, фізичний факультет, кафедру фізики твердого тіла УФТІ. Встигла вступити до аспірантури на початку літа. Залишилась з батьками в Харкові під час нацистської окупації і в 1943 р. виїхала на Захід. До 1950 р. перебувала в таборах Німеччини, звідти родина переїхала до США. Понад 30 років працювала в інженерному відділі компанії в місті Сент-Пол, штат Міннесота.
Перші спроби перекладу Оксана почала ще в школі. З 1946 р. друкується у виданнях: «Через терни» (Ганновер, 1946), «Арка», «Пу-Гу» (1947—1955), «Громадянка» (Мюнхен, 1948), «Соборник» (Ганновер, 1948), «Нові дні» (1954—1990), «Молода Україна» (1963—1975), «Сучасність» (1967—1992), «Українські вісті» (з 1974) та ін.
О. Соловей — перекладачка творів з англійської (Д. М. Томас, К. Сендберг, П. Устінов та ін.), французької (А. Камю, Веркор, Ж. Кокто), російської (О. Солженіцин, В. Шаламов та ін.). З англійської переклала праці Ю. Шевельова «Українська мова в першій половині ХХ ст., 1900—1941: стан і статус» (1987) та «Олександр Потебня і українське питання» (1992). Надрукувала десятки оригінальних статей, заміток, спогади. Серед них «Століття „Пісні про Гаявату“» (1955), «Риси Шевченкової вдачі» (1966), «Митарства української книги» (1967), «Тарас Шевченко — самостійна Україна» (1982), «Не датися в руки: становище й настрої біженців українців в останні місяці війни і перші місяці миру» (1991). Протягом 1960—1995 рр. здійснила понад 70 виступів перед українськими громадами Америки, Канади, Австралії (доповіді про діячів культури, читання власних перекладів). Опублікувала багато віршів. Відредагувала кілька книг, зокрема «Розгром Полтави» Дм. Солов'я і «Лекції з історії української літератури» М. Зерова (1977). З 1973 — старший науковий співробітник УВАН (Української вільної академії наук) в Нью-Йорку, з 1990 — член-кореспондент. Належить до організації українських письменників «Слово». З 1991 — член американської асоціації україністів. Видала серію мистецьких карток із зразками традиційного українського весільного хліба.
У 1992-93 рр. відвідала Україну. З того часу друкувалась в журналах «Криниця», «Кур'єр Кривбасу» та інших. Книга подорожніх нарисів «Світ гостинний» вийшла в Києві (вид-во «Гелікон»).
Померла 2004 року в місті Сент-Пол.

## Вибрані твори
- Генрі Лонгфелло, «Пісня про Гаявату», переклад Оксани Соловей. Друга редакція (2004);
- «За глухою стіною» — доповідь про «Історичну фонологію української мови» Ю. В. Шевельова (2003);
- «Спільна дорога» — спогади про Ю. В. Шевельова під час Другої світової війни (2003);
- «Життя і книги» — нарис (2003);
- «У Просвіті і навколо» — спогади про Харків часів нацистської окупації. Разом з Л. А. Дражевською (1985).
- Соловей О. За глухою стіною // Забужко О., Шевельов Ю. Вибране листування на тлі доби:1992-2002 з додатками, творами, коментарями, причинками до біографій та іншими документами. -К.: Висока Полиця, ВД Факт, 2011.- С. 444—448.
- Соловей О. Листи Юрія Шереха до Оксани Лятуринської // Сучасність. — 1998. — Ч. 10. — С. 117—138; Сучасність. — 1998. — Ч. 12. -С. 153—155.